# Pouyastruc
Pouyastruc è un comune francese di 666 abitanti situato nel dipartimento degli Alti Pirenei nella regione dell'Occitania.

## Società

### Evoluzione demografica
Abitanti censiti